# Cerynia mixana
Cerynia mixana är en insektsart som beskrevs av Medler 1996. Cerynia mixana ingår i släktet Cerynia och familjen Flatidae. Inga underarter finns listade i Catalogue of Life.